# Dimerandra carnosiflora
Dimerandra carnosiflora là một loài thực vật có hoa trong họ Lan. Loài này được Siegerist mô tả khoa học đầu tiên năm 1986.